# Kui
La llengua kui o khand o khond és una llengua dravídica parlada pels khonds, que viuen principalment a Orissa i Andhra Pradesh, Índia. Ells mateixos l'anomenen Kui. És parlada per un bon nombre de khonds, potser la meitat (3/4 el 1901); a Kalahandi això no obstant, on viuen més khonds, només el 32% la parlen. Està més emparentada al telugu que al gondi.